# Несвоевка
Несвоевка — деревня в Новозыбковском городском округе Брянской области.

## География
Находится в западной части Брянской области на расстоянии приблизительно 26 км на северо-запад по прямой от районного центра города Новозыбков.

## История
Известна с середины XVIII века как деревня во владении Киево-Печерской лавры. В исповедных ведомостях 1756года церкви Рождества Христова села Верещаки упоминается как прихутор монастырский называемый НЕСВОЕВКА. В 1859 году здесь (деревня Суражского уезда Черниговской губернии) учтено 92 двора, в 1892—142. В середине XX века работал колхоз «Путь к социализму». До 2019 года входило в Верещакское сельское поселение Новозыбковского района до их упразднения.

## Население
Численность населения: 611 человек (1859 год), 960 (1892), 185 человек в 2002 году (русские 88 %), 139 в 2010.